# Ђербидо (Пјаченца)
Ђербидо је насеље у Италији у округу Пјаченца, региону Емилија-Ромања.
Према процени из 2011. у насељу је живело 336 становника. Насеље се налази на надморској висини од 47 м.